# Padrauna
Padrauna é uma cidade  no distrito de Kushinagar, no estado indiano de Uttar Pradesh.

## Geografia
Padrauna está localizada a 26° 54′ N, 83° 59′ L. Tem uma altitude média de 79 metros (259 pés).

## Demografia
Segundo o censo de 2001, Padrauna tinha uma população de 44,357 habitantes. Os indivíduos do sexo masculino constituem 52% da população e os do sexo feminino 48%. Padrauna tem uma taxa de literacia de 62%, superior à média nacional de 59.5%: a literacia no sexo masculino é de 69% e no sexo feminino é de 54%. Em Padrauna, 16% da população está abaixo dos 6 anos de idade.